# Agnetina jarai
Agnetina jarai és una espècie d'insecte plecòpter pertanyent a la família dels pèrlids que es troba al Vietnam.